# Bulbophyllum secundum
Bulbophyllum secundum är en orkidéart som beskrevs av Joseph Dalton Hooker. Bulbophyllum secundum ingår i släktet Bulbophyllum och familjen orkidéer. Inga underarter finns listade i Catalogue of Life.